# 東京遠征
東京遠征（法語：Expédition du Tonkin；越南语：／），又稱北圻戰役、東京戰役，是1883年6月至1886年4月期間法國與越南阮朝、中國清朝以及黑旗軍在東京（越南稱北圻，今越南北部）發生的一系列戰事的統稱。最終法國勝利，並在東京建立保護地。
東京遠征引起的效應錯綜複雜，不僅是1884年中法戰爭的導火索，也是導致1885年越南勤王運動的原因之一。這迫使法國調集了大量士兵組成東京遠征隊，分乘兵船開往紅河三角洲。雖然法國官方宣稱該戰爭在1886年4月結束，遠征隊人數也被大幅削減，但直到1896年東京才真正獲得安定。

## 背景
19世紀時，法國有佔領越南的野心。1858年，由於阮朝嗣德帝殺害西方傳教士，法國派遣夏爾·里戈·德·熱諾伊利中將率軍攻打越南。由於東京擁有眾多基督徒，攻打東京可能引起基督徒的暴動；但最終熱諾伊利沒有進攻東京，而是率軍佔領了富饒的交趾支那。
但法國希望將東京也變成其殖民地，以東京為根據地向中國的雲貴、兩廣一帶擴張。1873年，法國人讓·迪皮伊（越南史料稱之為涂普義）因走私食鹽與越南在東京的官員發生衝突，安鄴大尉以調解爭端為名率軍來到東京，佔領了河內，史稱北圻變故。但攻取河內並非法國政府之意，因此法國與越南簽訂了《第二次西貢條約》，法軍撤出了東京。

## 河內和南定的軍事行動
但法國人依舊希望奪取這塊土地。當時東京靠近中國邊境一帶盤踞著大量中國山賊（越南史料稱之為「客匪」）和太平天國餘黨（越南史料稱之為「太平匪」），前往中國的道路不通。
1881年底，法國商人前往中國雲南貿易的途中遭遇山賊的阻撓，西貢總督府建議法國政府出兵東京鎮壓山賊，以保障法國人的利益。
1882年4月25日，李維業上校（一譯李威利，越南史料稱之為李葩利）率領一小隊法國士兵，以保護法國人在東京的利益為名，攻佔了河內。河內總督黃耀戰敗自殺。法國人立尊室灞為傀儡，管理河內事務。
越南嗣德帝得知河內被佔領後，遣使向西貢總督府交涉，但得到的答覆是攻佔河內並非法國政府之意。於是嗣德帝又遣使要求李維業交出城池，但遭到拒絕，李維業反而要求越南接受法國的保護。嗣德帝拒絕了這些要求，一面召盤踞東京山區的劉永福率黑旗軍抗擊法軍，一面派遣戶部尚書范慎遹前往清朝的天津求救。清朝同意了這個請求，派謝敬彪、唐景崧領兵到達北寧和山西，又派廣西布政使徐延旭接應。
法國政府得知清軍進入東京之後，只得派援軍前往東京。1883年2月，法國援軍到達，這使得李維業能夠繼續進行軍事擴張。1883年3月27日，李維業發動戰役，攻佔了南定。佔領南定對於法國人來說非常具有戰略意義，保障了他們與入海口之間的道路。

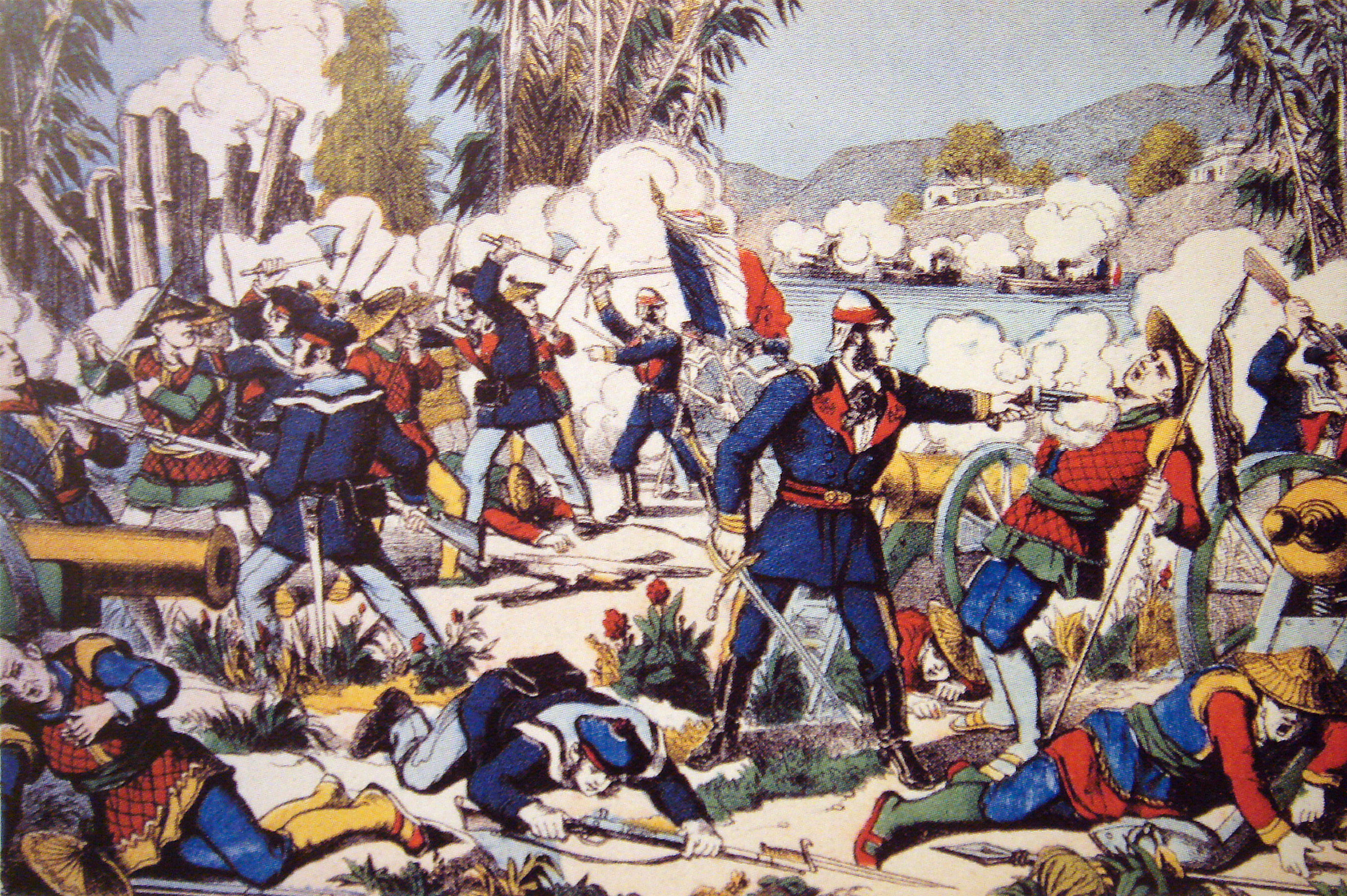
南定之戰，1883年7月19日

就在李維業率軍進攻南定的時候，河內的法軍在韋鷖大尉（Berthe de Villers）的率領下，於嘉橘-嘉林之戰中擊退了由黃繼炎率領的越軍的偷襲（1883年3月27日至28日。
雖然這些早期的軍事行動可以認為是東京遠征的一部份，但學界一般認為東京遠征開始於1883年6月。1883年5月19日，法軍在紙橋之戰中遭到劉永福所率的黑旗軍的偷襲，法軍統帥李維業和韋鷖都被擊斃。同年6月，法國政府組建東京遠征隊，由亞歷山大-歐仁·波滑少將（Alexandre-Eugène Bouët）率領，以懲治黑旗軍為名出兵東京。
波滑於1883年6月率領東京遠征隊到達東京時，東京法軍的處境極度危險。法軍在河內、海防和南定僅有少量的駐軍，在安南的丸荄（Hon Gai）和歸仁有零星的法軍，基本沒有指望抗擊劉永福的黑旗軍和黃繼炎的越軍。波滑先是撤走了在丸荄和歸仁的零星法軍。波滑接到了可以拋棄南定的命令，但他最終決定把法軍的三個主要據點全部守住。波滑派人招誘與黑旗軍敵對的勢力黃旗軍為同盟。同月，波滑挖掘地道抄越軍之後路，將進攻河內和南定的越軍擊退。
早期從法國和新喀里多尼亞到達的軍隊以及從交趾支那和東京到達的預備隊消除了波滑的煩惱。7月19日，法軍在南定的統帥巴登大尉（Pierre de Badens）擊退了黃繼炎率領的越軍的圍攻，解除了越軍對南定的威脅。

## 建立法國保護地

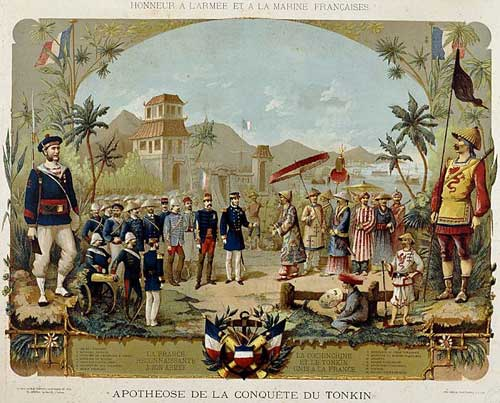
孤拔與何羅芒在順化，1883年8月

1883年7月，孤拔少將奉命率領一支龐大的法國艦隊到達下龍灣，以支援波滑的軍事行動。雖然此時法國與黑旗軍的作戰轉入攻勢，但法國人意識到必須讓越南朝廷把這次對黑旗軍的軍事行動合法化，因此法國人覺得強迫越南接受法國保護。
1883年7月30日，孤拔、波滑，以及法國委任的駐東京全權使者何羅芒三人，在海防組成了一個戰爭委員會。這個三人委員會決定派波滑少將立即從帶河上進攻懷府屯。他們發現越南朝廷在暗中支持劉永福率領的黑旗軍，而且駙馬黃繼炎依舊在南定抗擊法軍。因此在何羅芒的大力敦促下，建議法國政府向越南朝廷發出最後通牒，要求越南朝廷立即割讓東京成為法國保護地；若遭拒絕，法國將給予其以軍事打擊。
海軍部在8月11日批准了這個建議。8月18日，孤拔率領海軍師團，分乘七艘戰船從東京來到順化河入海口，炮擊順安屯。8月20日，兩個的海軍連和三艘軍艦上的陸軍連登陸，對這個屯堡進行猛烈地攻擊。法軍兵船Lynx號、Vipère號打通了香江的入海口，使當越南朝廷拒絕法國的要求時，法軍能夠直接攻擊其首都順化。
此時嗣德帝已經病逝，在權臣阮文祥和尊室說的主持下，其養子育德帝、弟弟協和帝相繼即位，越南朝廷處於混亂之中。協和帝不滿阮文祥和尊室說的專權，欲借法國人的力量除之；且此時見事態危急，便請求停戰。

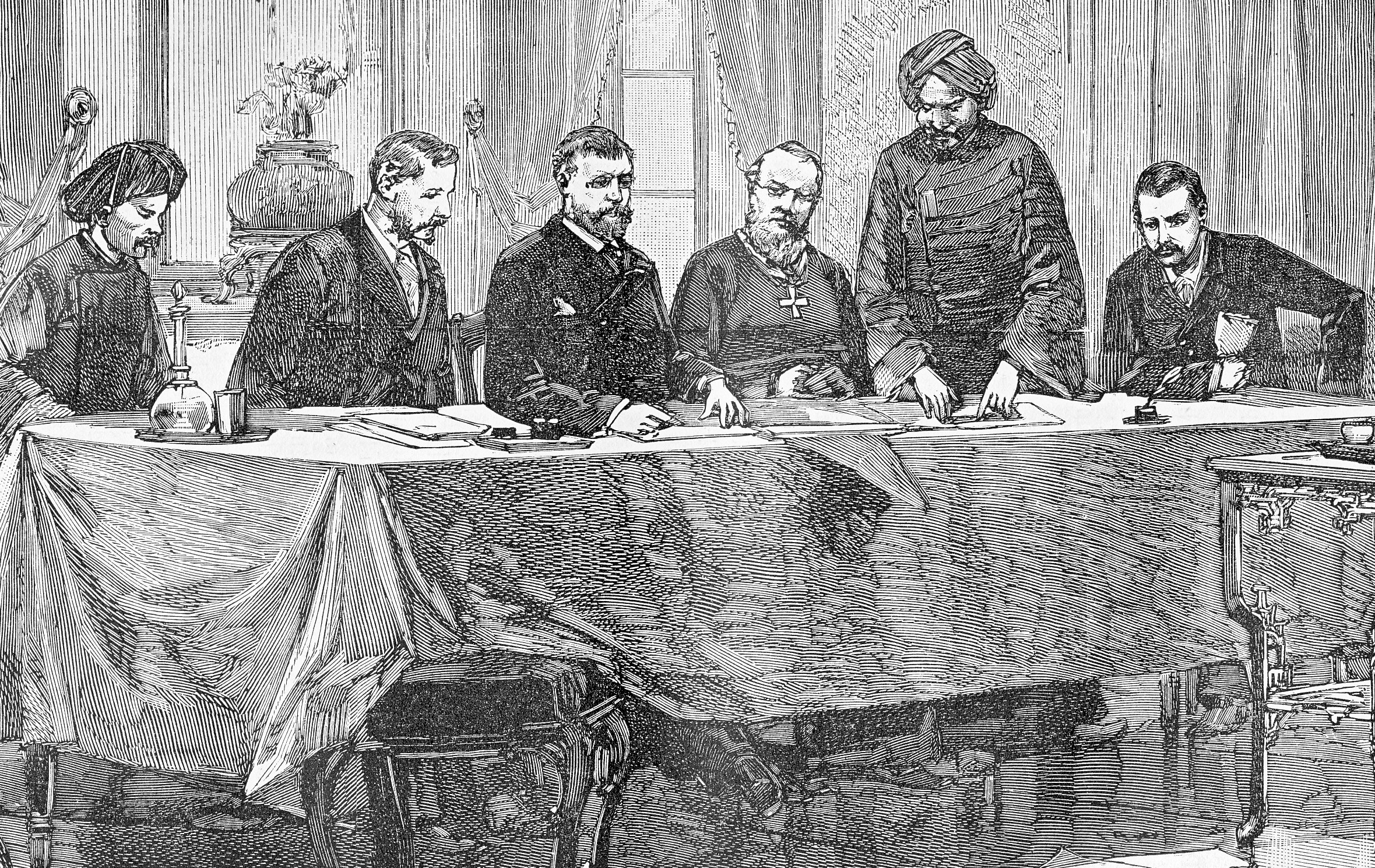
順化條約的簽訂，1883年8月25日

8月25日，何羅芒口述了《順化條約》的內容，強迫越南朝廷簽訂了這個條約。越南承認法國對交趾支那統治的合法性，承認東京和安南（即越南剩餘領土）為法國的保護地，同時承諾將從東京撤離越軍。越南的皇室和朝廷被保留，但僅僅統治安南，並且只是法國人的傀儡而已。法國派駐順化欽使（Résident）一名，協助東京政務公使（Consul）管理東京事務，並且可以受到越南皇帝的接見。為了保證越南方面沒有貳心，法軍永久駐紮在順安屯。
與此同時，大量安南的土地也被劃歸法國殖民地交趾支那管理。法國取消了越南所欠的債務，但將平順省之地劃入了交趾支那。同時乂安、清化、河靜三省也被劃入了法國的保護地東京管轄之下。作為回報，法國人著手派兵將黑旗軍驅逐出東京，以保障紅河流域貿易的自由。

## 懷府、丹鳳和海陽的戰事
與此同時，波滑少將根據在海防的決定正式進攻黑旗軍。波滑於懷府（1883年8月15日）和Palan（位於巴江一帶的丹鳳縣，1883年9月1日）兩次進攻帶江一帶黑旗軍的防線，但鮮少勝利，世界輿論普遍認為法軍是失敗的。
8月13日，布里翁瓦爾中校（Brionval）從交趾支那率領一小隊陸軍步槍兵擊潰了越軍在海陽的防線，使法軍士氣大受鼓舞。海陽之戰因法軍和越軍皆存在暴行而備受矚目。越南守軍將肢解後的法國遠征隊隊員（包括法國籍士兵和受雇傭的越南籍士兵）屍體懸掛在城牆上示眾，這些人明顯是遭受虐待致死的。法軍佔領海陽之後，用刺刀刺越南人的傷口以報復。攻佔海陽使得法國人從河內到海防水路的通暢得到了保障。法軍佔領海陽城同時也在其北部數公里的小鎮象山建立據點。
1883年11月，法軍佔領寧平、興安和廣安（廣安今屬廣寧省）三省，加強了其在紅河三角洲的控制。東京的法軍派遣其極為重要的炮兵佔據高大的寧平城池，控制紅河進入北部灣的重要航道。越南的寧平總督雖然在1883年3月李維業遠征南定的時候沒有抵抗，但他卻對法國是持敵對態度的。因此皮埃爾·德·巴登（Pierre de Badens）率領一支步兵連，分乘Léopard號和Pluvier號前往寧平。在法軍兵船的威脅下，總督拱手讓出了寧平城，法軍進駐該城。
《順化條約》宣告越南朝廷對東京統治的結束。之前被越南朝廷派往東京抵抗的官員，此時接到朝廷停戰並撤退的命令。但他們都十分不滿，不願與法軍合作。駙馬黃繼炎拒絕從東京撤軍。駐紮在中越邊境一帶的清朝軍隊也是東京的一股重要勢力。而黑旗軍也在黃繼炎的鼓舞下，於1883年夏季開始對法軍展開攻勢。Palan和Batang一帶的法軍受到了騷擾。11月17日，海陽的法軍受到了2000餘名起義軍的圍攻。Lynx號的及時趕到方才擊退了這次進攻。

## 山西的戰鬥

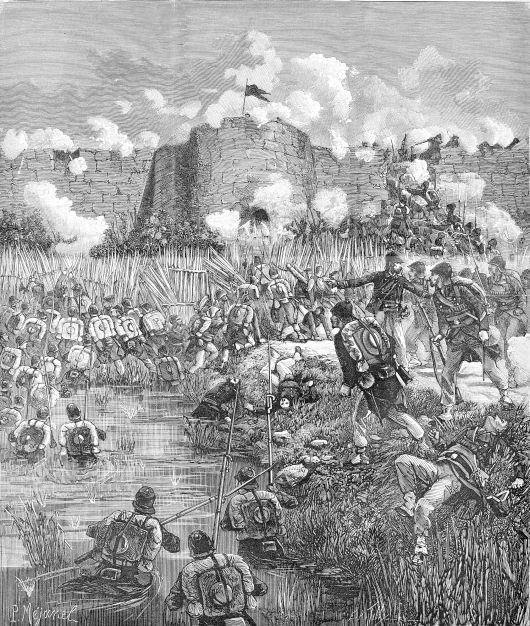
山西之戰，1883年12月16日

1883年12月，法國展開報復行動。兩個月之前，孤拔少將代替了波滑少將，成為東京遠征隊的總司令。此時派遣一支9000人的小分隊前往山西，與劉永福的黑旗軍進行決戰。這個決定有一定的政治意義，因為進攻山西將使法軍第一次與駐紮在東京的清軍直接發生軍事衝突。由於越南是中國清朝的藩屬，法軍進攻越南損害了清朝的利益，清朝在數個月以來雖然在東京按兵不動，但一直暗中支持黑旗軍。而且清軍在山西、諒山、北寧以及其他一些東京的地區駐軍也使限制了法國在東京的自由貿易。法國政府知道攻擊山西一帶的清軍等於向清朝不宣而戰，但希望在東京的迅速勝利能夠迫使清朝接受這個既定的事實。在勸說清軍撤離東京失敗之後，1883年12月10日，法國政府授權孤拔進攻山西。
山西之戰是法軍在東京遠征中遭遇的最為慘烈的戰役。雖然清軍和越軍在山西駐軍並不多，但主力部隊黑旗軍的抵抗甚為強烈。12月14日，法軍攻佔山西的外防線Phu Sa，但被黑旗軍逼回並受到了大量傷亡。劉永福希望擊敗孤拔立功，同天夜裡率黑旗軍攻擊法軍防線，但悲慘地被擊敗。次日法軍作了休整，並於16日中午攻擊山西守軍。這次精心策劃的進攻完全由炮兵參與，守軍迅速變得疲憊不堪。下午5時，法國外籍兵團士兵和海軍突擊隊攻佔了山西城的西大門，七小時後劉永福趁夜率黑旗軍撤離城池。法軍佔領了山西城，但卻付出了83人死亡、320人受傷的代價。山西之戰也使黑旗軍付出沉重的代價。

## 北寧和興化的戰事

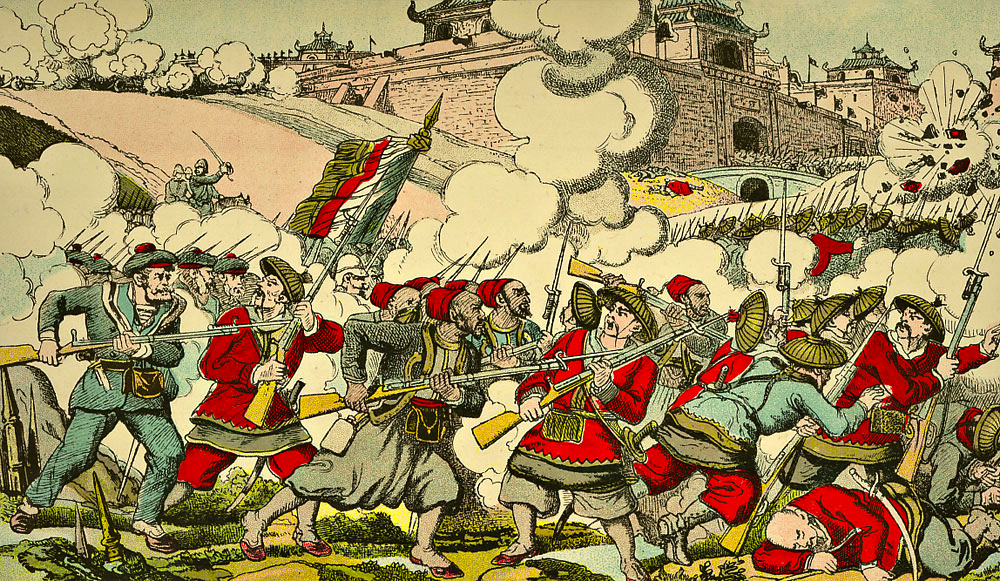
法軍佔領北寧

1883年12月16日，也就是孤拔少將攻佔山西城的那天，法國政府派遣了一個旅團來到東京支援，並以米樂中將（越南史料稱之為眉臚）代替孤拔的東京遠征隊總司令職務。這樣一來法國在東京的就有了兩個師團和一個旅團的軍隊。
雖然法軍佔領山西為其最終完全佔領東京地區鋪平了道路，但法軍不得不將東京的另一股勢力清軍當作敵對勢力看待。在長期勸說清軍撤離東京失敗之後，法國政府授權米樂中將攻打北寧城。駐守北寧城的主力部隊是清朝徐延旭率領的廣西兵，清軍自1882年秋季起就駐紮在這裡了。1884年3月，米樂擊潰了廣西兵並佔領了北寧。米樂糾集了11000名法國籍、阿爾及利亞籍和越南籍士兵進攻北寧，這也是法國在整個東京遠征中投入兵力最多的一次戰鬥。
隨後米樂率法軍乘勝掃蕩了北寧附近的廣西兵，並在山中與黑旗軍交戰。清軍敗退太原省，黑旗軍則敗退至興化省。1884年4月11日，米樂率軍從側翼偷襲黑旗軍和越軍的防線，在零傷亡的情況下（17人意外溺死）攻佔了興化和Dong Yan。
黑旗軍沿著紅河向西退往Thanh Quan，黃繼炎則率越軍從Dong Yan向南退往安南和東京交界處的清化省，法軍在這裡尚未駐紮軍隊。米樂派陸軍中校Letellier率領兩個狙擊營，以支持法軍騎兵堵截劉永福的退路。又派遣波里也少將率領剩下的第一旅團追擊黃繼炎。5月初，波里也將黃繼炎的越軍圍困在離北寧西北數公里遠的Phu Ngo，但法國政府禁止他繼續對越軍進行攻擊，因為法國政府獲知清朝準備就東京的歸屬問題同法國進行談判。
而在其他地方，法軍繼續對清軍進攻。5月11日，法軍將清軍逐出太原。同一週，孤拔少將的海軍師團清剿了北部灣沿岸的越南海盜。
1884年5月11日，就在清軍和法軍在太原省發生戰鬥的同一天，法國和清朝代表在天津簽訂了《天津專約》。該條約規定清軍立即從東京撤離軍隊，同時清朝承認東京為法國的保護地。清朝也承認了包括1883年《順化條約》在內的所有法國與越南之間簽訂的條約。
《天津專約》的簽訂鞏固了法國在紅河三角洲一帶的控制權。6月底，法軍開始在興化、宣光、諒江府和太原建立軍事根據地。秋季初開始延伸到了海陽和廣安，法軍在紅河沿岸大部分地區建立了哨站。這進一步加強了法國對山西、河內、南定、寧平、北寧以及Sept Pagodes的控制。除了諒山以及北部邊境一帶清軍駐紮的幾個城池外，東京的剩餘部分都在法國的控制之下。而根據《天津專約》的規定，清軍必須完全撤離東京。
本來《天津專約》的簽訂解決了法國和清朝之間的糾紛，但1884年6月23日雙方在觀音橋（越南方面稱為「北麗」）發生軍事衝突，使兩國陷入了新的糾紛。法國政府要求清朝賠款，並將清軍全部撤離東京，但清朝拒絕了這個要求。兩個月之後，中法戰爭爆發。

## 中法戰爭的爆發

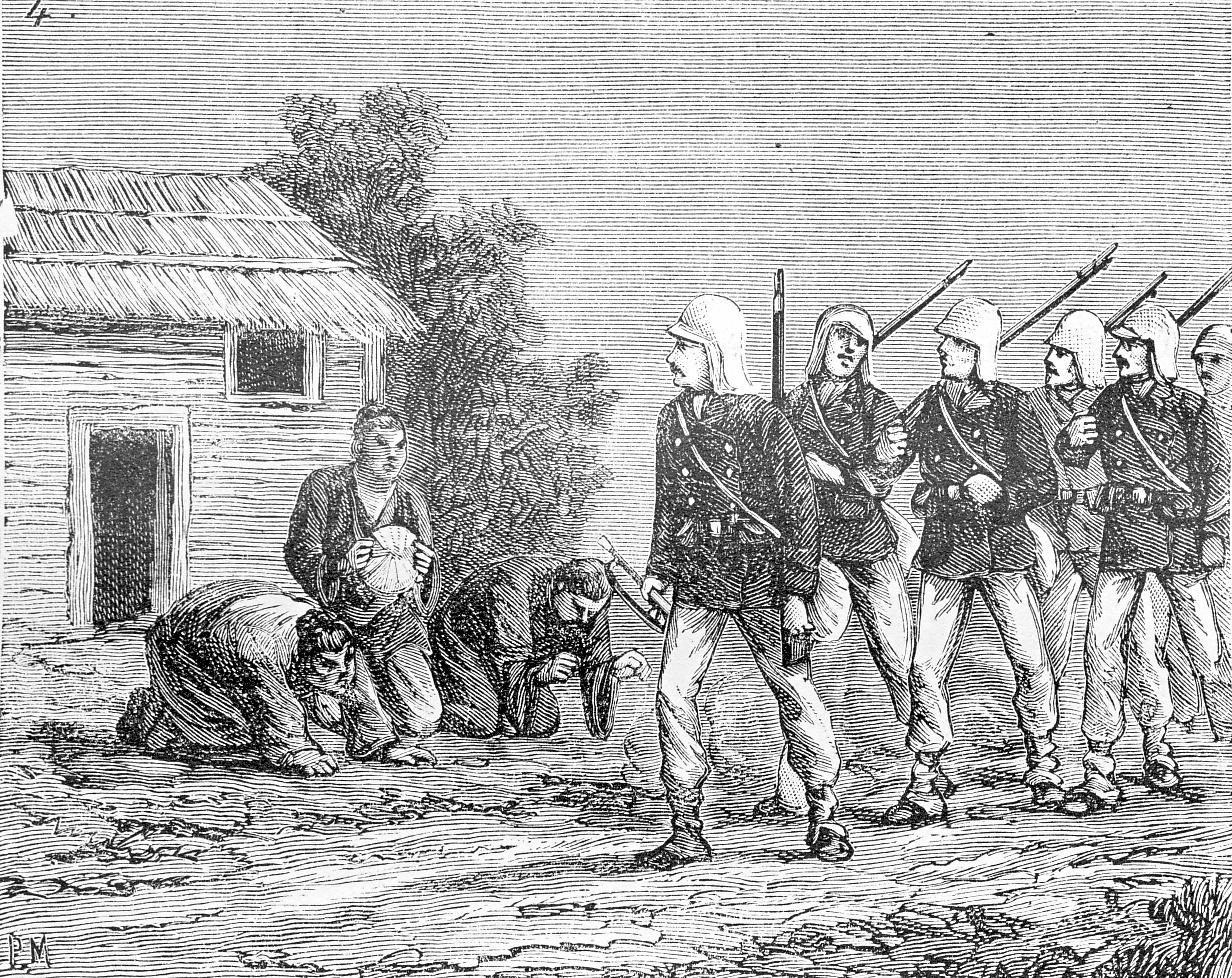
當法軍經過時，東京的百姓必須跪下磕頭

1884年8月，中法戰爭爆發，使得法國完全征服東京被推遲。其起因是法軍與紅河三角洲一帶的清軍發生衝突。1884年9月，米樂中將被罷免東京遠征隊總司令一職，由波里也少將代之。米樂擔任總司令一職時下達的最後一道命令是警告已經在法軍中蔓延的驕慢情緒。此時在東京法軍的人數已經達到兩萬人，不少法軍開始凌辱當地的越南居民。例如東京的居民見到法軍經過的時候都要磕頭。米樂意識到如此惡劣的態度未來會激起民變，發出了一個很有先見之明的警告：

Je n'ai plus qu'un conseil à vous donner : soyez pour mon successeur, le général Brière de l'Isle, ce que vous avez été pour moi, et n'oubliez pas surtout que votre présence dans le pays sera d'autant plus facilement acceptée que vous perdrez moins de vue les tendances et les aspirations des laborieuses populations qui l'habitent.

（我對你們，以及即將前來接替我的繼任者波里也·德·伊斯萊少將，只有一句建議。最為重要的是，你們越記住居住於這片土地上辛勞的人們的習俗和願望，你們所處在的國家就越容易接受你們。）

波里也少將是一個很有領導天賦的人，在他的領導下東京遠征隊的事業被推向巔峰。其中一個成就就是在1884年9月起把越南匪幫圍困在My Luong、Ke Son和Phu Ngo一帶（位於東京和安南交界處），法軍開始進入這些地區。這保障了法軍的後方，使得法軍能夠更有力地抵抗清軍的進攻。

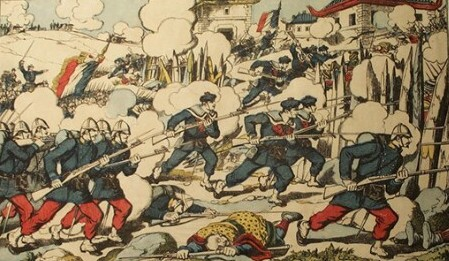
郎甲之戰，1884年10月8日

1884年10月，尼格里少將在紅河三角洲的郎甲抵禦了清軍主力的進攻，法軍在此地與諒山的清軍對壘。而在三角洲的西部，法軍於1884年秋季擊敗雲南兵，佔領宣光省，在瀘江沿岸的端雄府和越池建立據點。
1885年2月，波里也在諒山擊敗清朝廣西兵，2月6日法軍佔領Dong Song，威脅退卻的廣西兵的右路，迫使其撤往諒山以西的Song Thuong村。13日法軍佔領諒山，控制了諒山通往河內的官道，使波里也能夠及時支援被圍在宣光省的法軍。2月下旬，吉奧瓦內尼勒上校（Giovanninelle）所率領的第一旅團沿著通往河內的官道進軍，在紅河和瀘江至端雄府一帶佈滿了一隊兵船。1885年3月2日，吉奧瓦內尼勒在和木之戰中擊敗了黑旗軍，解除了其對宣光的包圍。
1885年3月，法軍奪取了廣西兵原先佔據的Cau Son和Thanh Moy並建立據點，開始拓寬官道，以用篷車隊向諒山由德·尼格里率領的第二旅團運送物資。而在更東的地方，法軍將其控制區延伸到了北部灣，在Tien Yen建立據點。
在西部，吉奧瓦內尼勒在和木之戰中的勝利使得法軍考慮在興化建立一個主要根據地來對抗黑旗軍和清軍的雲南兵。波里也制定了一個計劃，讓吉奧瓦內尼勒率領他的旅團沿紅河而上，在Thanh Quan突襲雲南兵。但東線和西線的戰局迅速被清軍逆轉。3月23日清軍在興化省附近的臨洮府擊敗法軍，又在次日大敗尼格里於鎮南關。28日，由於戰局的失利和兵力上的劣勢，法軍被迫從諒山撤退，波里也所制定的突襲計劃也隨之擱淺了。

## 「平定」東京

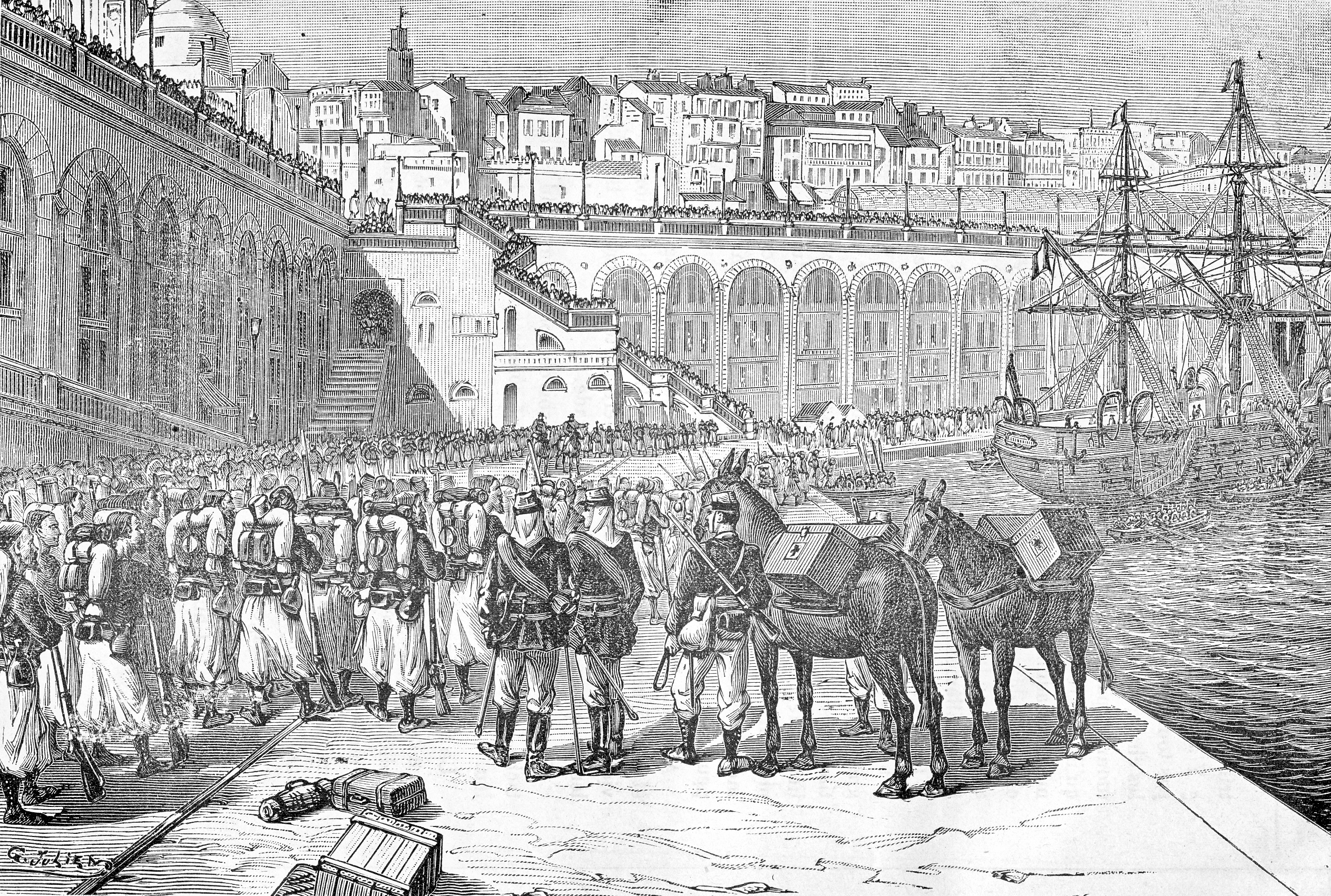
東京的法軍輕步兵，由阿爾及利亞人組成，1885年1月

1885年6月9日，清朝與法國在天津簽訂《中法新約》，清朝放棄了其對越南的宗主國地位，並且承認東京和安南為法國的保護地。這使法國從法理上兼併了東京之地，但事實上法國並未如此輕易地佔領東京。正如當時一位英國政治家所說的：

France has won her claim to Tonkin; now all she has to do is conquer it.

（法國已經成功取得了東京的所有權；現在她所有要做的事就是去征服它。）

受到1885年3月諒山撤退的影響，法國加強了其在東京的軍事力量，1885年夏法軍在東京的總人數達到35000人。1885年5月至6月，成千的法國生力軍湧入東京，代替了已經在中法戰爭中陷入困境的兩個旅團。此時遠征隊便有了兩個師團，每個師團下屬兩個旅團。1885年6月1日，菲利普-馬里-亨利·羅塞爾·德·可爾西中將取代了波里也少將的遠征隊總司令之職，但波里也依然留在東京擔任第一師團師長之職。弗朗索瓦·德·尼格里少將（François de Négrier）從奇驢凱旋而歸（1885年3月28日），出任第二師團的師長。
可爾西的所作所為引起了東京反法勢力越來越大，最終導致了安南發生反對法國統治的勤王運動。1885年夏秋之際，霍亂在東京遠征隊之間蔓延開來。由於可爾西對防疫的忽視，疫情加劇，遠征隊病死的人數比中法戰爭陣亡的人數還多。1885年7月2日，由於可爾西與順化的越南朝廷發生禮節爭議，一小隊法國的東京遠征隊隊員在順化遭到越南人的突襲。隨後越南咸宜帝號召越南人起義反抗法國的統治，得到了眾多越南人的響應。在接到法國政府禁止大規模入侵安南的命令之後，德·可爾西在安南一些防禦薄弱的海域登陸，奪取了一些戰略要地，保護在廣義省和平定省起義中倖免於屠殺的越南教民。
與此同時，東京幾乎陷入了無政府狀態。雖然在1885年5月至6月期間清軍根據和約全部撤離了東京，但清軍中有不少自願從軍和應徵入伍的越南人。越南籍軍隊在清軍撤離後被解散，卸甲歸田。但他們依然保留著自己的武器，在山賊的支持下，他們紛紛起兵響應咸宜帝領導的勤王運動，抗擊法軍。在1885年的整個夏季裡，由於天氣炎熱，法軍通常躲在自己的帳篷裡，而此時法屬東京保護地的實際統治範圍只有法軍據點以及其周圍的一小塊地區而已。
可爾西沒有重新奪取諒山的計劃，也沒有奪取紅河流域一系列堡壘的計劃。這些堡壘在清軍雲南兵圍攻宣光之戰中建立，清軍撤退後被東京的山賊佔據。山賊活躍範圍越來越大，法軍統轄的地區越來越小。但山賊出動時，東京的居民逃離家園，躲進法軍的堡壘裡尋求庇護。
東京法軍在1885年夏季只有一次重大勝利，但它的影響卻是短暫的。1885年7月，Mourlan大尉率領一直由阿爾及利亞和越南雇傭兵組成的連，將山賊逐出了Tam Dao，並在Lien Son建立了法軍據點。起義軍逃離，並在太原省重新聚集。

Comme dans un drame shakespearien, des grotesques s'agitent sur le devant de la scène pendant que la tragédie se poursuit dans le sang, sur toute l'étendue du Tonkin ravagé et de l'Annam qui bascule dans la guerre au cours de l'été.

就像莎士比亞的戲劇一樣，小丑們在前臺跳躍著，悲劇則以流血收場。不僅東京遭到蹂躪，安南亦是如此。整個夏天不知不覺地陷入了戰爭之中。——可爾西

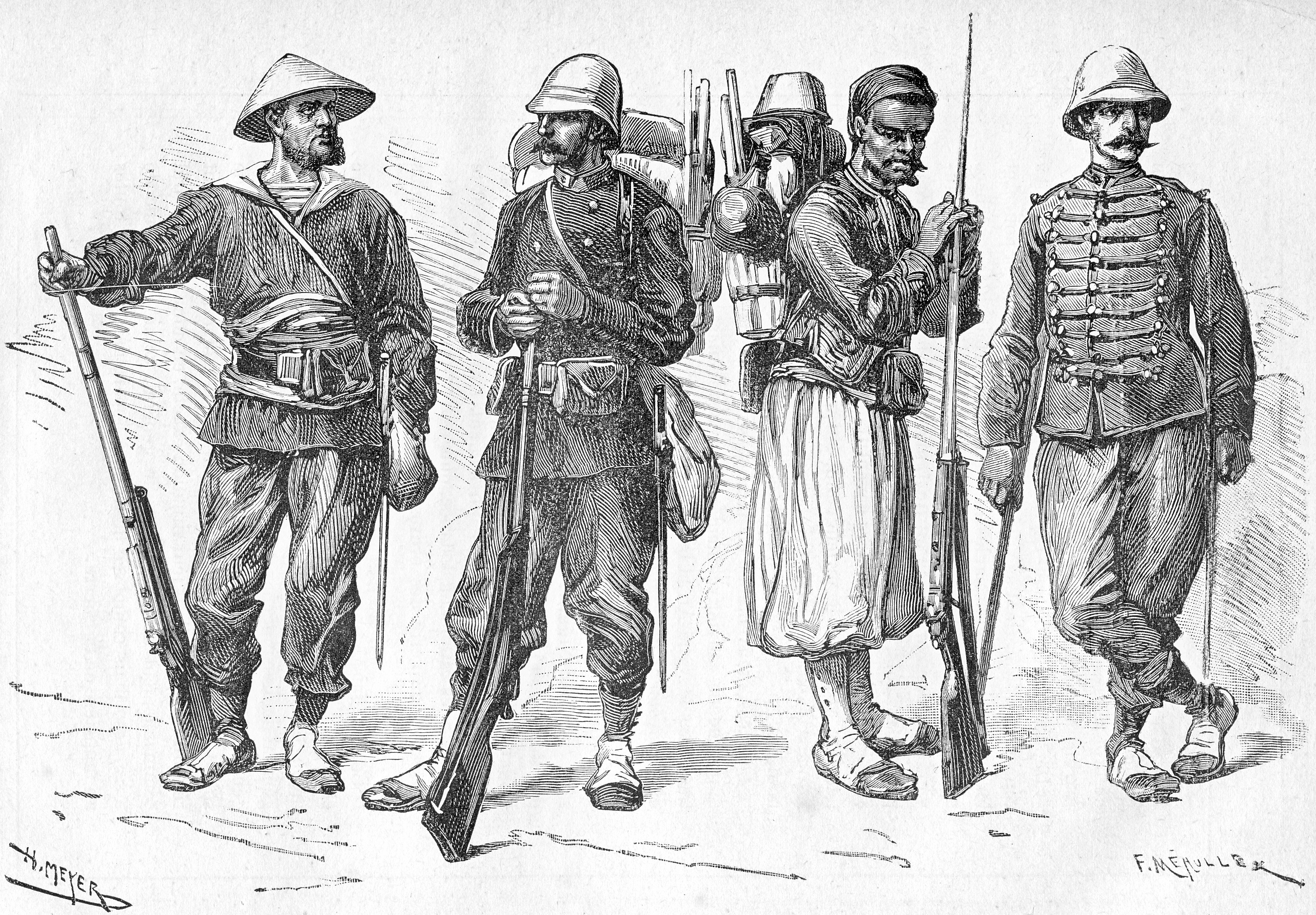
東京遠征隊制服，1885年

可爾西興奮地迎來了秋季這一適宜戰爭的季節。法軍主要的成就在西線紅河流域一帶。東京遠征隊在1885年10月著手對盤踞Thanh May的越南山賊進行大規模進攻，這個據點原本是中法戰爭期間雲南兵建立的。德·可爾西糾集了7000人進攻Thanh May，其中不少人曾經跟隨波里也參加1885年2月的第一次諒山之戰。精心策劃的包圍戰發生了失誤，雖然法軍最終按計劃佔領了Thanh May，為七個月前的臨洮府之戰報仇，但大部分山賊突破了法軍的包圍圈，在紅河流域更遠的Thanh Quan再次聚集。
1886年2月的第一個星期，Jamais和de Maussion分別率領兩個連，沿紅河兩岸的陸路直上攻打Thanh Quan。他們的總指揮官為Jamont。山賊在法軍到達之前散入森林之中。2月17日，法軍佔領Van Ban州。此時法國政府照會清朝，稱法軍將行至邊境一帶；法軍則趁機作了短暫停留，並向雲南邊境一帶開進。3月29日佔領老街，在紅河流域從老街到Thanh Quan一帶建立一系列軍事據點。De Maussion被任命為這裡的統帥。
法軍在東京與廣西交界處升起了國旗。1885年6月的《中法新約》裡明確規定了中法雙方的邊界，但在1885年5月廣西兵撤離諒山之後，諒山便被山賊佔據，這令法國十分為難。1885年11月，法軍出兵重新佔領了諒山和Dong Dang。法軍又在That Ke和高平建立據點，這迫使清朝與暹羅在1887年重新勘定邊界。
雖然法國的三色旗在東京北部邊境飄揚，但東京仍有廣大土地未被佔領。1885年12月，尼格里被迫在河內附近的Bai Sai一帶進行了大規模掃蕩。這次行動中大量法軍失敗死於霍亂或其它疾病。
1886年4月，也就是在瓦爾涅中將（Charles-Auguste-Louis Warnet）取得可爾西成為遠征隊司令的幾個月前，可爾西宣佈東京地區業已恢復和平，並建議法國政府削減遠征隊的人數，僅保留一個師團。傳統觀點認為1886年4月標誌著東京遠征的結束。人們都認為東京和平了，但這個結論卻是荒唐而草率的。東京保護地陷入了大規模的起義中，真正意義上恢復和平應該是十年之後。

## 紀念

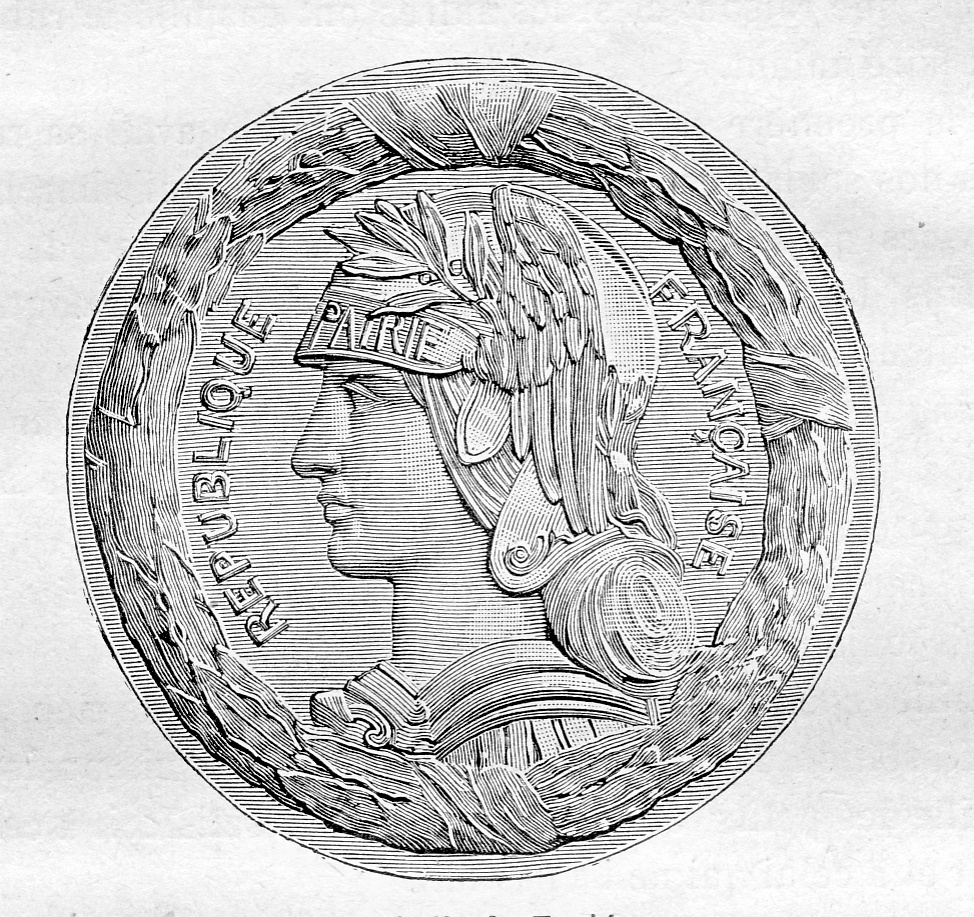
法國發行的東京遠征紀念幣

法國曾經發行一系列紀念幣以紀念東京遠征。參戰的法軍士兵希望在紀念幣上刻上所有戰勝的名字，但這裡面有一些令人費解的遺漏。尤其是著名的第一次諒山之戰上所記載的戰功。如此的描述激怒了不少退役軍人，他們感到這無法充分體現出他們的事蹟。
1886年7月14日巴士底日大閱兵的安排更加冒犯了這些退役軍人，而大閱兵是一年一度的巴黎軍人隆重遊行。他們做出了特別的努力，希望來紀念與清軍作戰的軍人。在東京和台灣作戰的營和炮兵連參加了遊行，他們穿的是參戰的制服而不是禮服。而其他的一些安排也並不受歡迎。雖然指揮宣光反包圍戰的馬克-愛德蒙·多米內少校參加了遊行，但波里也和尼格里都沒有參加遊行。此二人也被東京遠征隊隊員們視為英雄，退役軍人們對他們倆沒有被安排參加遊行感到非常憤慨。相反地，遊行隊伍的領頭人是非常具有爭議性的、雄心勃勃的新戰爭部長喬治·厄內斯特·布朗熱，此人在三年之後曾被懷疑陰謀推翻法蘭西第三共和國。布朗熱未曾在東京服役，但他下決心派兵征服東京。

## 東京遠征中的法軍重要將領

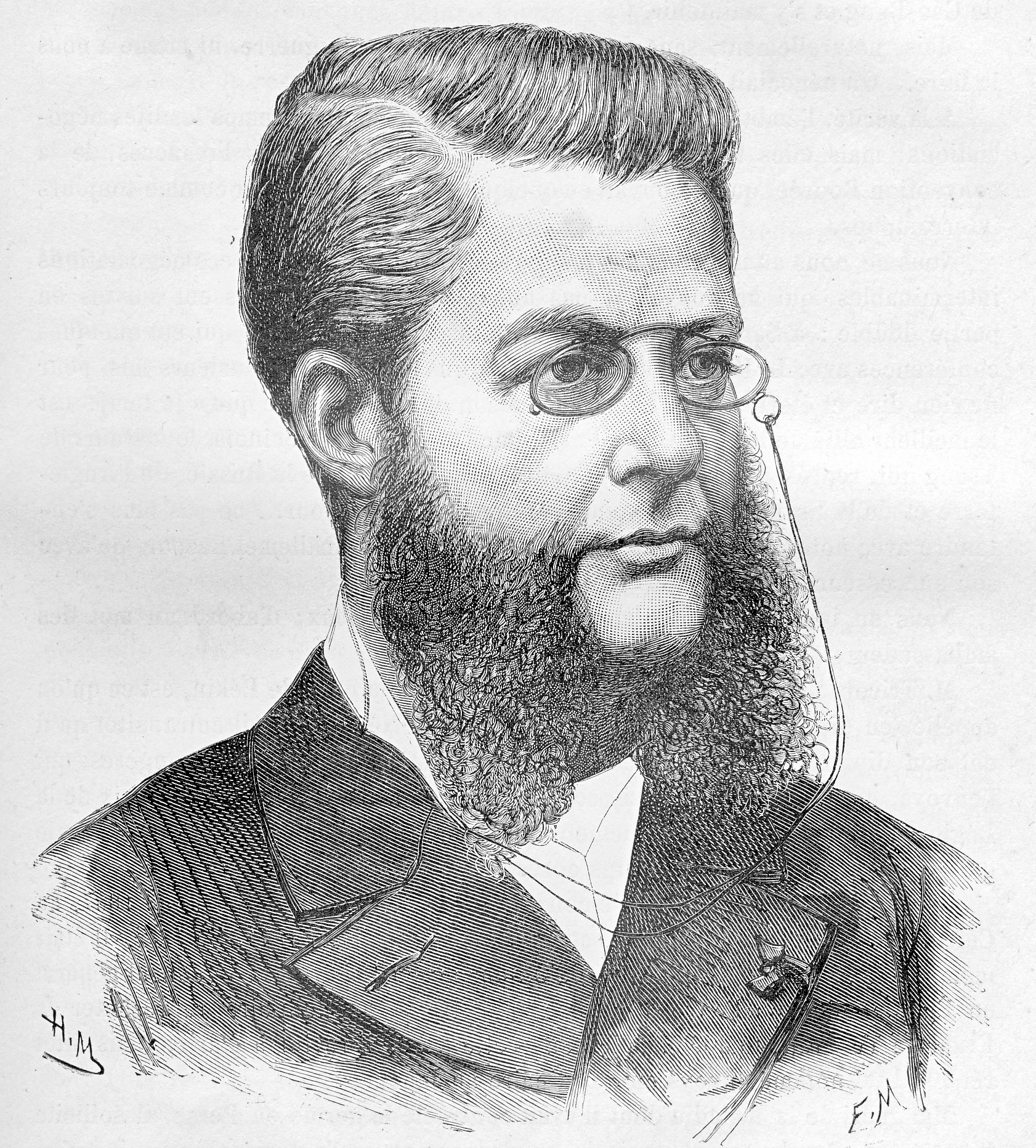
何羅芒 (1845–1921)
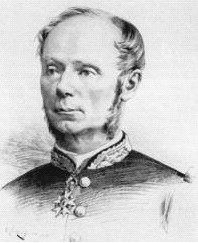
孤拔 (1827–1885)
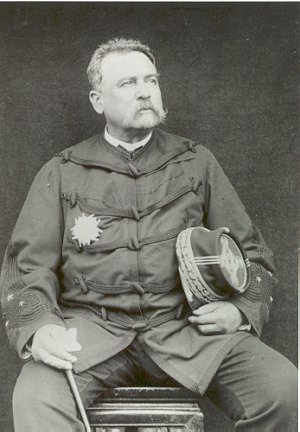
波里也 (1827–1896)
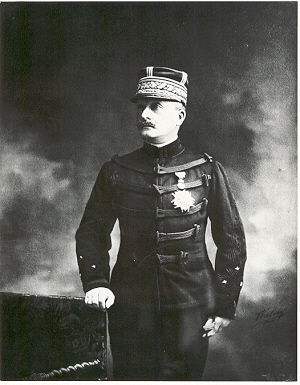
尼格里 (1842–1913)
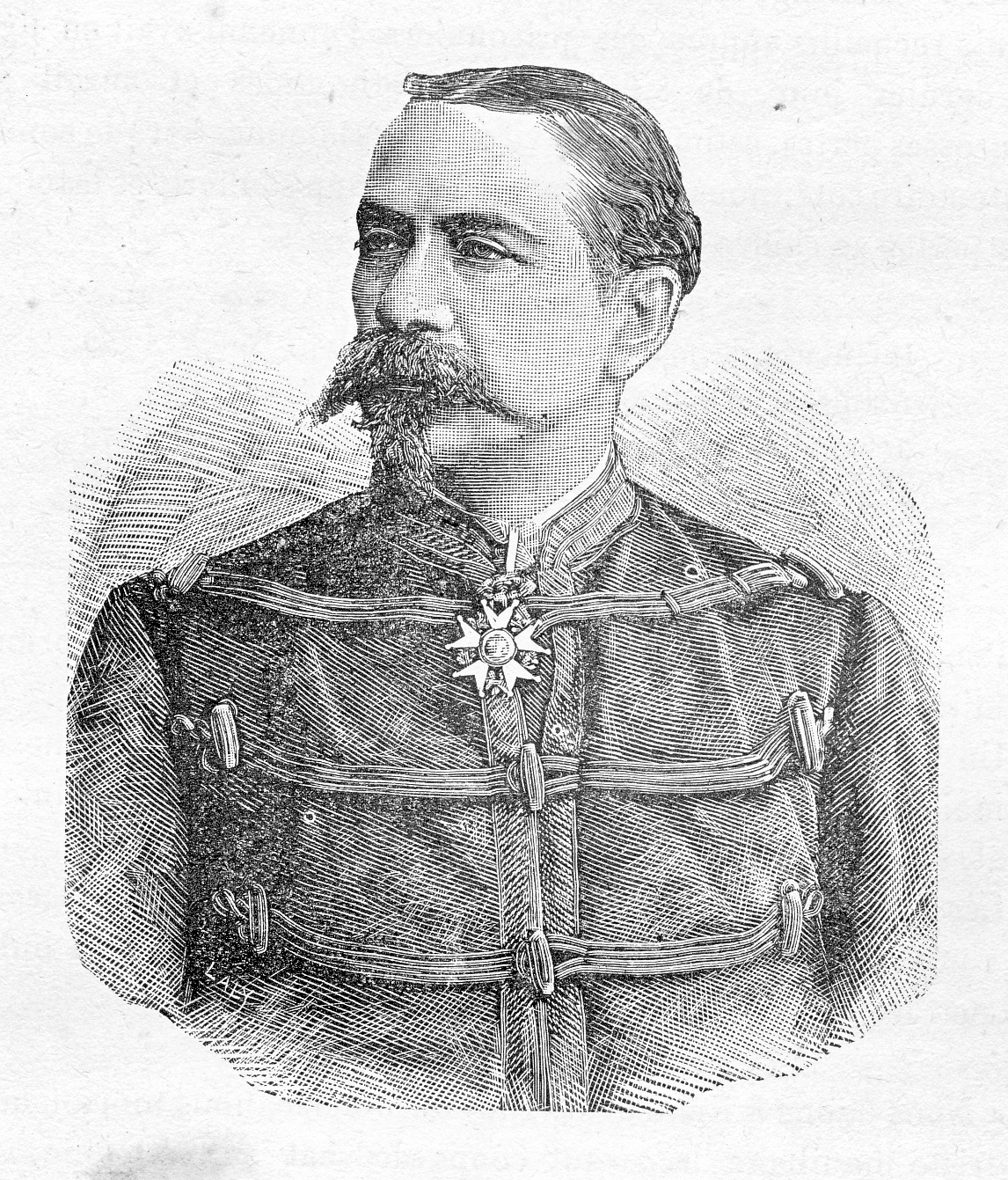
可爾西 (1827–1887)

### 引用
1. 1 2 3  Clodfelter 2008，第257頁.
2. ↑  Thomazi, Conquête, 140–44
3. ↑  《越南史略》391頁
4. ↑  Thomazi, Conquête, 149–50
5. ↑  Thomazi, Conquête, 150–51
6. ↑  Thomazi, Conquête, 158–62
7. ↑  Duboc, 139–51; Huard, 83–4; Thomazi, Histoire militaire, 59–60
8. ↑  《越南史略》393頁
9. ↑  Huard, 84–8
10. ↑  Duboc, 156–7; Huard, 88–92
11. ↑  Thomazi, Conquête, 162–3
12. ↑  Huard, 103–22; Loir, 13–22; Thomazi, Conquête, 165–6; Histoire militaire, 62–4
13. ↑  Huard, 122–30; Thomazi, Conquête, 166
14. ↑  Thomazi, Conquête, 162–5 and 166–7
15. 1 2  Huard, 98–9
16. ↑  Huard, 171–9; Thomazi, Conquête, 167–8; Histoire militaire, 66–8
17. ↑  Thomazi, Conquête, 146–7 and 167–8
18. ↑  Huard, 180–7 and 202–31; Thomazi, Conquête, 171–7; Histoire militaire, 68–72
19. ↑  北寧戰役
20. ↑  Thomazi, Histoire militaire, 75–80
21. ↑  Thomazi, Conquête, 186–7
22. ↑  Huard, 286–90
23. ↑  Thomazi, Histoire militaire, 85–7
24. ↑  Loir, 29–35
25. ↑  Thomazi, Conquête, 189–93
26. ↑  Thomazi, Conquête, 187–9
27. ↑  Thomazi, Conquête, 193–6
28. ↑  Huguet, 18–19
29. ↑  Thomazi, Histoire militaire, 94–6
30. ↑  Thomazi, Conquête, 234–7
31. ↑  Thomazi, Conquête, 237–41
32. ↑  Thomazi, Conquête, 241–6
33. ↑  Thomazi, Conquête, 248–50
34. ↑  Lecomte, 330
35. ↑  Thomazi, Conquête, 266–7
36. ↑  Huard, 1,017–19, 1,020–23 and 1,096–1,107; Thomazi, Conquête, 268–75; Histoire militaire, 124–5
37. ↑  Thomazi, Conquête, 267–8
38. ↑  Thomazi, Conquête, 275–6
39. ↑  Thomazi, Histoire militaire, 121–2
40. ↑  Huard, 1,072–8; Thomazi, Conquête, 276; Histoire militaire, 125–6
41. ↑  Thomazi, Conquête, 275–7; Histoire militaire, 125
42. ↑  Thomazi, Conquête, 277
43. ↑  Huard, 1,094–6; Thomazi, Conquête, 277
44. ↑  Thomazi, Conquête, 284–8
45. ↑  Armengaud, 76
46. ↑  Dukay, 118–24

### 书籍
- 陳仲金：《越南史略》（或譯《越南通史》），戴可來譯。北京: 商務印書館（1992年）ISBN 7100004543
- 《清史稿·越南傳》
- 龍章：《越南與中法戰爭》，（台北，1993年）
- Armengaud, J. L., Lang-Son: journal des opérations qui ont précédé et suivi la prise de cette citadel (Paris, 1901)
- Clodfelter, M. . Jefferson, North Carolina: McFarland. 2008. ISBN 978-0786433193.
- Duboc, E., Trente cinq mois de campagne en Chine, au Tonkin (Paris, 1899)
- Dukay, P., Les héros de Tuyen-Quan (Paris, 1933)
- Fourniau, C., Annam–Tonkin 1885–1896: lettrés et paysans vietnamiens face à la conquête coloniale (Paris, 1989)
- Huard, La guerre du Tonkin (Paris, 1887)
- Huguet, L., En colonne: souvenirs de l'Extrême-Orient (Paris, 1888)
- Lecomte, J., Lang-Son: combats, retraite et négociations (Paris, 1895)
- Loir, M., L'escadre de l'amiral Courbet (Paris, 1886)
- Thomazi, A., Histoire militaire de l'Indochine française (Hanoi, 1931)
- Thomazi, A., La conquête de l'Indochine (Paris, 1934)